# I cacciatori del cobra d'oro
I cacciatori del cobra d'oro (Raiders of the Golden Cobra) è un film del 1982, diretto da Antonio Margheriti.

## Trama
Due militari statunitensi tornano dopo 10 anni nella foresta delle Filippine. Durante la guerra avevano trovato ma subito perduto un cobra d'oro dotato di poteri magici.